# 2013 في النرويج
فيما يلي قوائم الأحداث التي وقعت خلال عام 2013 في النرويج.

## أحداث
- 9 سبتمبر – الانتخابات البرلمانية النرويجية 2013

## سياسة

### تعيين في المنصب
- 1 يناير – داغ أندرسون عضو برلمان النرويج  [لغات أخرى]‏.
- 16 أكتوبر – إرنا سولبرغ رئيس وزراء النرويج.
- 16 أكتوبر – بورغه برنده وزير الخارجية في النرويج.

### انتهاء فترة المنصب
- 1 يناير – داغ أندرسون President of the Parliament of Norway  [لغات أخرى]‏، عضو برلمان النرويج  [لغات أخرى]‏.
- 16 أكتوبر – ينس ستولتنبرغ رئيس وزراء النرويج.

## رياضة
- 11 أغسطس – سباق النرويج 2013 الفائزون لارس بيتر نوردهاوق، تور هوسهوفد، كيني فان هومل، Landbouwkrediet–Colnago [الإنجليزية]‏، نيكياس أرندت.

## أفلام
من الأفلام التي صدرت هذه السنة في النرويج:
- 8 فبراير – خليج القراصنة: بعيدا عن لوحة المفاتيح من إخراج Simon Klose [الإنجليزية]‏.
- 31 أغسطس – فعل القتل من إخراج جوشوا أوبنهايمر.
- 19 أكتوبر – حياتان من إخراج Georg Maas  [لغات أخرى]‏، جوديث كوفمان.

## وفيات

### مارس
- 27 مارس – يالمار أندرسين (مواليد 1923) متزلج سريع نرويجي.

### أغسطس
- 27 أغسطس – لوسي سميث (مواليد 1934)

### نوفمبر
- 9 نوفمبر – غريت ريتر هاسل، عالمة عوالق (مواليد 1920)[1]